# Helen Grobert
Helen Grobert, née le 11 avril 1992 à Filderstadt, est une coureuse cycliste allemande spécialiste de VTT cross-country.

## Palmarès en VTT

### Championnats d'Europe
- 2014 :  Vice-championne d'Europe du relais par équipes
- 2015 :  Championne d'Europe du relais par équipes

### Coupe du monde
- Coupe du monde de cross-country espoirs
  - 2012 : 10e du classement général
  - 2013 : 4e du classement général
  - 2014 : 2e du classement général, 2 manches
- Coupe du monde de cross-country élites
  - 2015 : 10e du classement général

### Championnats d'Allemagne
- Championne d'Allemagne de cross-country : 2015